# 아도니 마로피스
아도니 마로피스(Adoni Maropis, 1963년 7월 20일 ~ )는 미국의 배우이다.

## 출연 작품
- 라자루스 라이징 (2015)
- 본 이터 (2007)
- 나를 책임져, 알피 (2004)
- CSI - 뉴욕 (2004)
- 트로이 (2004)
- 히달고 (2004)
- 배드 컴퍼니 (2002)
- 스콜피온 킹 (2002)
- 타임 랩스 (2001)
- 서렌더 (2000)
- 언더 프레셔 (2000)
- 쉬어 패션 (1998)